# Rafael Gladiador
Rafael Teixeira de Souza, meglio noto come Rafael Gladiador (Água Boa, 13 luglio 1992), è un ex calciatore brasiliano, di ruolo attaccante.

## Caratteristiche tecniche
È un centravanti.

## Carriera
Cresciuto nel settore giovanile del Bahia, ha esordito in prima squadra il 20 febbraio 2011 disputando l'incontro del Campionato Baiano vinto 2-0 contro il Vitória.

## Palmarès
- Campionato Baiano: 2

Bahia: 2012, 2014